# Vườn quốc gia Las Palmas de Cocalán
Vườn quốc gia Las Palmas de Cocalán (Những cây cọ của Cocalán) nằm trong phạm vi của Dải ven biển Chile thuộc tỉnh Cachapoal, O'Higgins, Chile. Vườn quốc gia nổi tiếng khi là một trong ba khu bảo tồn ở Chile có rừng cọ Chile cổ với khoảng 35.000 cây, nhưng mật độ cây là dày nhất và các cây cọ ở đây cũng là cao nhất tại Chile. Hai khu vực bảo tồn khác loài cọ này ở Chile là Khu dự trữ quốc gia Los Palmares Ocoa và La Campana.
Nó được tuyên bố là một vườn quốc gia vào năm 1989 nhưng được thành lập vào năm 1971 khiến nó là vườn quốc gia đầu tiên và cũng là duy nhất của Chile tọa lạc trên khu vực đất tư nhân. Đây cũng là một trong số ít những vườn quốc gia trên thế giới nằm trên đất sản xuất tư nhân nhưng lại bị hạn chế sự ra vào. Nó được quản lý đặc biệt của Tổng công ty Lâm nghiệp Quốc gia.